# Општина Деспотовац
Општина Деспотовац се налази у Поморавском округу у Србији, око 130 km југоисточно од Београда. Према подацима са последњег пописа 2022. године у општини је живело 18.278 становника (према попису из 2011. било је 23.191 становник). На територији општине се налази Манастир Манасија.
Река Ресава протиче кроз овај крај па се и читав овај крај зове Ресава. Горњи ток Ресаве је живописан са кањонима и клисурама, а од села Двориште тече наредна 24 километра ка ушћу у Велику Мораву мирнијим током кроз плодну равницу.

## Насеља
Општина Деспотовац се састоји од 33 насеља од којих су Деспотовац и Ресавица градска насеља и 31 села.
| Насеље             | Број становника | Број становника | Промена (%) |
| Насеље             | Попис 2011.     | Попис 2022.     | Промена (%) |
| ------------------ | --------------- | --------------- | ----------- |
| Балајнац           | 360             | 310             | -13,89%     |
| Баре               | 19              | 6               | -68,42%     |
| Бељајка            | 251             | 180             | -28,29%     |
| Богава             | 533             | 345             | -35,27%     |
| Брестово           | 334             | 225             | -32,63%     |
| Буковац            | 490             | 305             | -37,76%     |
| Велики Поповић     | 1.254           | 1.123           | -10,45%     |
| Витанце            | 689             | 552             | -19,88%     |
| Војник             | 880             | 692             | -21,36%     |
| Грабовица          | 670             | 547             | -18,36%     |
| Двориште           | 458             | 437             | -4,59%      |
| Деспотовац         | 4.197           | 3.595           | -14,34%     |
| Жидиље             | 83              | 39              | -53,01%     |
| Златово            | 461             | 509             | +10,41%     |
| Јасеново           | 959             | 586             | -38,89%     |
| Језеро             | 366             | 275             | -24,86%     |
| Јеловац            | 278             | 255             | -8,27%      |
| Липовица           | 502             | 381             | -24,10%     |
| Ломница            | 997             | 739             | -25,88%     |
| Маквиште           | 30              | 57              | +90,00%     |
| Медвеђа            | 838             | 632             | -24,58%     |
| Милива             | 1.073           | 793             | -26,10%     |
| Пањевац            | 518             | 356             | -31,27%     |
| Плажане            | 1.369           | 1.036           | -24,32%     |
| Поповњак           | 305             | 216             | -29,18%     |
| Равна Река         | 276             | 180             | -34,78%     |
| Ресавица           | 2.035           | 1.568           | -22,95%     |
| Ресавица (село)    | 132             | 105             | -20,45%     |
| Сењски Рудник      | 438             | 291             | -33,56%     |
| Сладаја            | 691             | 576             | -16,64%     |
| Стењевац           | 608             | 458             | -24,67%     |
| Стрмостен          | 783             | 642             | -18,01%     |
| Трућевац           | 314             | 267             | -14,97%     |
| Општина Деспотовац | 23.191          | 18.278          | -21,18%     |

## Становништво
|  |

| Демографија | Демографија | Демографија |
| Година      | Становника  | Становника  |
| ----------- | ----------- | ----------- |
| 1948.       | 33.262      |             |
| 1953.       | 36.509      |             |
| 1961.       | 38.389      |             |
| 1971.       | 36.553      |             |
| 1981.       | 35.690      |             |
| 1991.       | 33.869      | 28.357      |
| 2002.       | 25.611      | 32.855      |

| Етнички састав према попису из 2002.‍ | Етнички састав према попису из 2002.‍ | Етнички састав према попису из 2002.‍ | Етнички састав према попису из 2002.‍ | Етнички састав према попису из 2002.‍ |
| ------------------------------------ | ------------------------------------ | ------------------------------------ | ------------------------------------ | ------------------------------------ |
|                                      |                                      |                                      |                                      |                                      |
| Срби                                 | Срби                                 |                                      | 24.529                               | 95,78%                               |
| Власи                                | Власи                                |                                      | 427                                  | 1,67%                                |
| Роми                                 | Роми                                 |                                      | 72                                   | 0,28%                                |
| Црногорци                            | Црногорци                            |                                      | 72                                   | 0,28%                                |
| Југословени                          | Југословени                          |                                      | 63                                   | 0,25%                                |
| Муслимани                            | Муслимани                            |                                      | 41                                   | 0,16%                                |
| Румуни                               | Румуни                               |                                      | 38                                   | 0,15%                                |
| Хрвати                               | Хрвати                               |                                      | 35                                   | 0,14%                                |
| Македонци                            | Македонци                            |                                      | 30                                   | 0,12%                                |
| Словенци                             | Словенци                             |                                      | 14                                   | 0,05%                                |
| Албанци                              | Албанци                              |                                      | 13                                   | 0,05%                                |
| Бугари                               | Бугари                               |                                      | 10                                   | 0,04%                                |
| Мађари                               | Мађари                               |                                      | 3                                    | 0,01%                                |
| Руси                                 | Руси                                 |                                      | 3                                    | 0,01%                                |
| Немци                                | Немци                                |                                      | 2                                    | 0,01%                                |
| Украјинци                            | Украјинци                            |                                      | 1                                    | 0,00%                                |
| Бошњаци                              | Бошњаци                              |                                      | 1                                    | 0,00%                                |
| Горанци                              | Горанци                              |                                      | 1                                    | 0,00%                                |
| остали                               | остали                               |                                      | 11                                   | 0,04%                                |
| неизјашњено                          | неизјашњено                          |                                      | 124                                  | 0,48%                                |
| непознато                            | непознато                            |                                      | 121                                  | 0,47%                                |

## Географија
Општина Деспотовац се простире на површини од 623 километра квадратна. Обједињује 3 геоморфолошке средине: Бељаницу, Кучај и Моравску долину. Граничи се са 8 општина: на северу са Петровцем на Млави и Жагубицом, на истоку са Бором и Бољевцем, на југу са Параћином и Ћупријом, и на западу са Свилајнцем и Јагодином. Источни део је брдовито-планински, док је западни претежно равничарски. Најнижу надморску висину има село Јасеново (143 м), док је врх Бељанице (1.339 м) највиша кота општине Деспотовац.

## Историјат
Деспотовац се први пут помиње 1381. године као село Воинци (Војник) у повељи даровници кнеза Лазара, којом оснива манастир и властелинство Светог Успења Господњег у Раваници.
У време турске владавине Деспотовац је обично село под именом Војник. По предању име је добио по великом броју војника који су из тог места отишли у Косовски бој. Неки историчари везују име Војник за пребивалиште војске деспота Стефана Лазаревића. У аустријским списима из 1783. године Војник (Деспотовац) има 30, 1819. 45 хришћанских кућа.
Краљ Милан 16. јуна 1882. године доноси одлуку да се село Војник убудуће зове Деспотовац, у знак сећања на деспота Стефана Лазаревића, који је ту од 1407. до 1418. подигао Манастир Манасију. Истовремено, Деспотовац је проглашен за варошицу и седиште новог, Деспотовачког среза.

## Образовање
Основним образовањем око 1.600 деце у општини Деспотовац бави се 5 основних школа:
- Основна школа „Деспот Стефан Високи” у Деспотовцу
- Основна школа „Вук Караџић” у Ресавици
- Основна школа „Стефан Немања” у Стењевцу
- Основна школа „Стеван Синђелић” у Великом Поповићу
- Основна школа „Ђура Јакшић” у Плажану.

Техничка школа Деспотовац је једина установа за средње образовање у Деспотовцу. Има образовне профиле: електротехничар рачунара, туристички техничар, конобар и кувар.

## Култура
Центар за културу „Свети Стефан, деспот српски” основан је 1994. године с циљем да својим активностима задовољава интересе грађана Деспотовца у области културе. При Центру ради Театар „Ресава” са сценом за децу и одрасле, а 2004. је формирана и фолклорна секција. У галерији Центра за културу и Манастирској воденици током године се организују бројне изложбе. Од 1986. године активно ради Удружење ликовних уметника „Манасија”,а чији су чланови били и Мирољуб Обрадовић Моб, Војислав Јакић и Драгутин Алексић.
Културно-уметничко друштво „Бранислав Нушић” основано је 1945. у Ресавици. Окупља око 150 чланова фолклорне, музичке и драмске секције. Осим редовних наступа широм Србије, КУД је имао велики број запажених гостовања у многим европским земљама.

### Ресавска школа
Ресавска школа била је највећа и најбоље организована скрипторија српског средњег века и једна од истакнутих у Европи. Основао ју је деспот Стефан Лазаревић у својој задужбини Манасији,а руковођење поверио Константину Филозофу, свом биографу. Школа је основана с циљем да се изврши исправка погрешно преписаних и превођених текстова црквене књижевности и да се учини измена тадашњег правописа. Иако је постојала свега десетак година (1427. престаје да постоји) била је и остала угледан споменик српске културе.

### Библиотека
Народна библиотека Ресавска школа Деспотовац основана је 1966. Библиотека је смештена у најстаријој и најлепшој згради у граду која је грађена од 1901. до 1905. за потребе среског начелства, а током своје историје била је и дом здравља, суд и банка. Библиотека данас има 60.000 књига, богату завичајну збирку и више од стотину књига у сопственом издању.

### Манифестације
- април - Ресавска џипијада
- мај - Мајске аматерске позоришне свечаности (Плажане)
- јун - Ликовна колонија „Ресава”
- јул - Ресавска моторијада
- 21. јул - Градски вашар (Свети Прокопије)
- јул - Ресава еко фест
- 6. август - Дан рудара (Ресавица)
- 19-28. август - Дани српскога духовног преображења
- август - Витешки фестивал „Just out”

## Привреда

### Пољопривреда и шумарство
Пољопривредна делатност се обавља на око 25.000 хектара обрадивог земљишта. У пољопривредној производњи доминантно место заузима сточарство. Последњих година развија се и воћарска и повртарска производња. Скоро половина општине Деспотовац налази се под шумом. Најпространије и најквалитетније су букове шуме, потом храстове, четинарске и др.

### Рударство
Рударство је најстарија грана привреде овог краја. Покренуто је одлуком српског Правитељства 1853. године, како би се тополивница у Крагујевцу, иначе једина индустрија тадашње Србије снабдевала „горећим материјалом”. Данас се, под називом Рудник мрког угља „Рембас ” са 1.200 запослених, налази у саставу Јавног предузећа за експлоатацију угља са седиштем у Ресавици. Активне су јаме „Сењски рудник”, „Јеловац” и „Стрмостен”, које годишње дају од 150.000 тона угља, највише за потребе Термоелектране „Морава” у Свилајнцу.

## Знаменитости
- Споменик деспоту Стефану Лазаревићи у Деспотовцу
- Манастир Манасија
- Манастирска воденица
- Народна библиотека „Ресавска школа”
- Бела црква (Бељајка)
- Црква Огњена Марија (Миливска клисура)
- Црква Свете Барбаре (Равна река)
- Музеј угљарства (Сењски рудник)
- Парк макета

## Природне лепоте
- Хидрокомплекс Лисине
- Водопад Велики Бук
- Водопад Прскало
- Ресавска пећина
- Прашума Винатовача
- Миливска клисура